# Diaea cruentata
Diaea cruentata là một loài nhện trong họ Thomisidae.
Loài này thuộc chi Diaea. Diaea cruentata được Ludwig Carl Christian Koch miêu tả năm 1874.